# アカディ

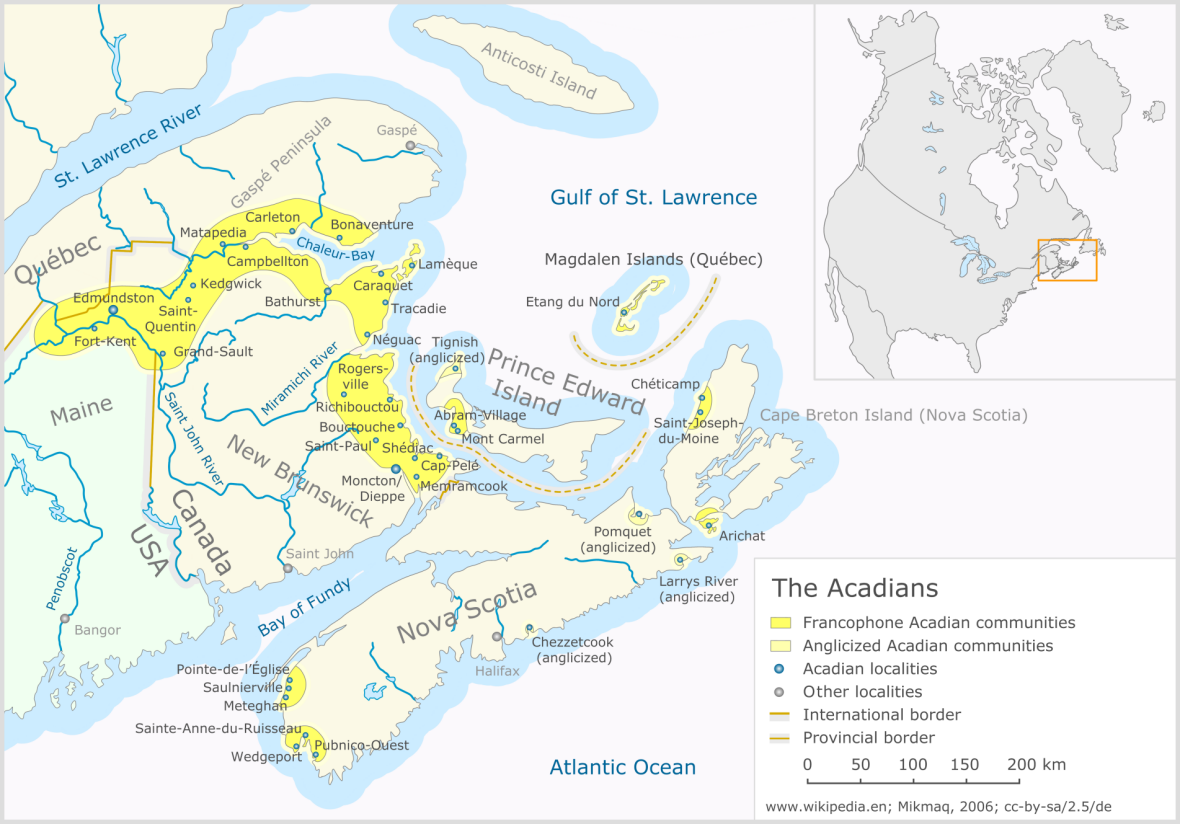
現在のアカディの領域 （ノバスコシア半島と島嶼部および大陸部アカディ）

アカディまたはアカディア（英: Acadia、仏: Acadie）は、北米東部大西洋岸、特に現在のアメリカ合衆国メイン州東部とカナダノバスコシア州に相当する地域の古名で、フランス人入植者によって名付けられた地名。「アカディ人」は英語では「アケイディアン（Acadians）」、フランス語では「アカディアン（Acadien）」と呼ばれる。また、現在アカディ人が多く居住する地域を指す。

## 地理

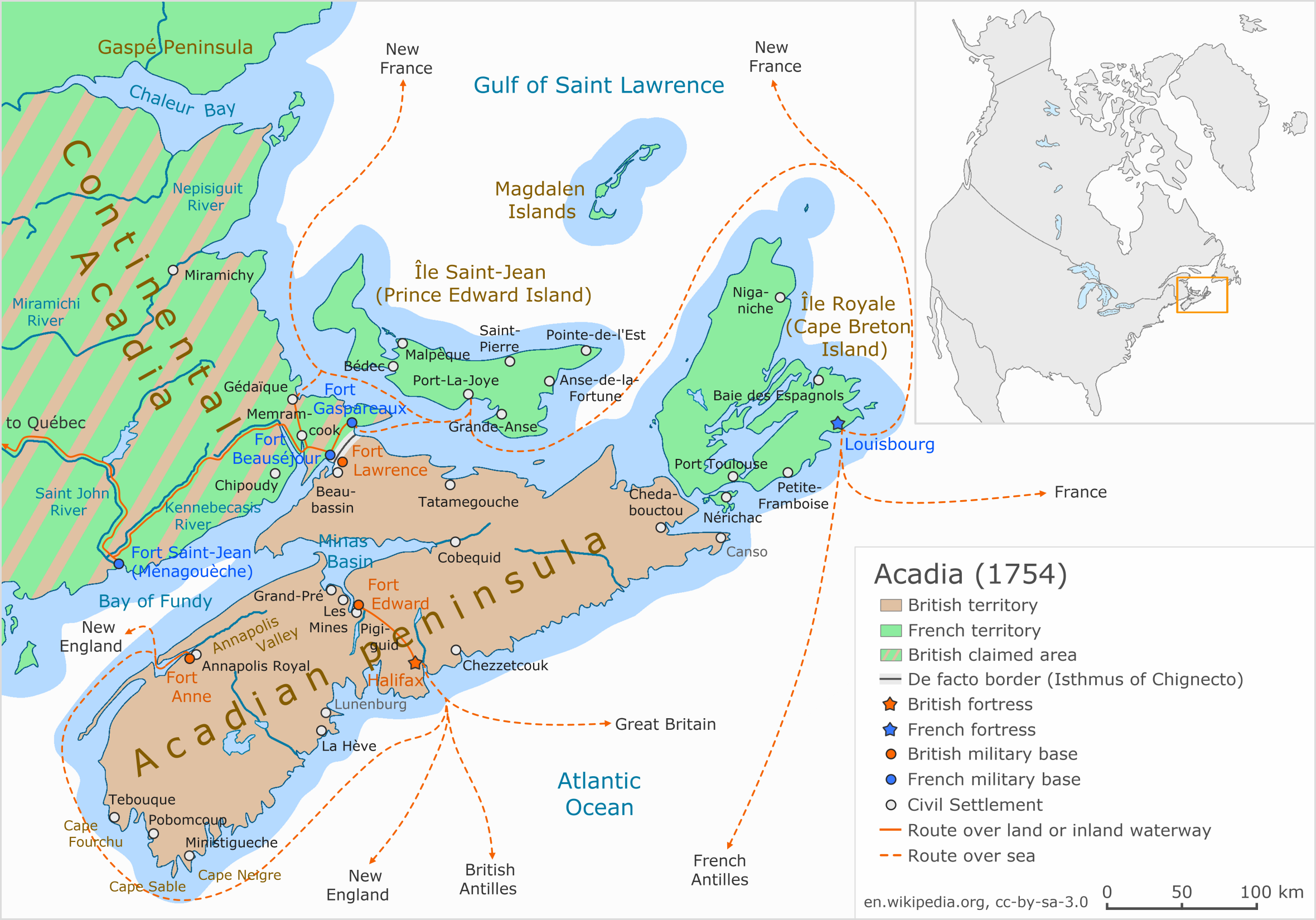
1754年のアカディ （アカディ半島（現ノバスコシア）と島嶼部および大陸部アカディ）

地理的範囲は明確ではなく、広義にはカナダ大西洋沿岸諸州（ノバスコシア州、ニューブランズウィック州、プリンスエドワードアイランド州）及びケベック州東部、アメリカのフィラデルフィアあたりまでを含む場合もある。フランス政府によると、大西洋岸北緯40度から46度の地域を指すとされた。その後この地域はアメリカとカナダに分けられた。

## 語源
英語ではAcadiaと書き「アケイディア」、フランス語ではAcadieと書き「アカディ」と発音する。アカディの語源は「理想郷」を意味するギリシャ語の「アルカディア （Arcadia）」。また先住民ミクマク族の「場所」を意味する言葉「エーガディク（e'katik）」から来たとも言われる。
現在のアカディについては、次の「歴史」を参照。

## 歴史
当初この地域はフランス中西部出身者を中心として入植されたが、仏領ヌーベル・フランス（現ケベック州）と英領ニューイングランドの間に位置するアケイディアの領有権は北米植民地の覇権を争う二国の間を度々行き来し、1755年、フレンチ・インディアン戦争勃発を機に、英国はフランス系住民に対し、英国に忠誠を誓うことを強制した。これを拒否し、あくまで中立を固持したフランス系住民に対し、英国軍はその住居を焼き、所有地を没収し、フランス本国または英国植民地に強制的に移送するという措置を取った。この事件はGreat Upheaval、Great Expulsion、Deportation、または Acadian Expulsionと呼ばれる。移送を逃れたフランス系住民の多くは先住民の手を借りて仏領ヌーベル・フランスに逃亡した。ケベック州マドレーヌ諸島にはイギリス軍の追及が及ばなかったため、アカディ人の集落は存続した。
移送されたアケイディアの人々の多くは1763年ごろから英国領となった旧アケイディアに帰還し始め、イギリス系住民の入植地を避けてニューブランズウィック州南東部（モンクトン付近）沿岸、北部沿岸、そして州北西部セント・ジョン川流域のマダワスカ郡、ノバスコシア州ケープブレトン島のシェティキャンプ（英: Cheticamp）とセント・メアリーズ・ベイ（英: Saint Mary's Bay, Nova Scotia）（仏発音：ベ・サント・マリー Baie Sainte Marie）、プリンスエドワード島南西部エグモント・ベイ（Egmont Bay）、モント・カーメル（Mont Carmel、仏発音：モン・カルメル）付近など、そのほとんどが海沿いの土地に定住し（地図上「現在のアカディの領域」を参照）、鱈漁と干鱈の加工で生計をたてた。また、アカディ人の一部は、北米南東部のルイジアナ地方で現在アケイディアナと呼ばれる地域に定住し、「ケイジャン」の祖となった。

## 文化
アカディ人は、同じフランス系カナダ人の住民でもケベック人とは異なる歴史（上記：「歴史」を参照）、文化とアイデンティティを持っている。アカディ人の多くはカトリック信徒である。アカディの守護聖人は被昇天の聖母。
アカディ人の話すアカディ方言（英: Acadian French）は、フランスの古語や古い言い回しを今日まで保っており、発音も若干異なる。この他のアカディ方言としては、ニューブランズウィック州モンクトン付近で話される「シャック（英: Chiac）」やノバ・スコシア州ケープブレトン島のセント・メアリーズ・ベイで話されるセント・メリーズ・ベイ方言（英: St. Marys Bay French）などが確認されている。
歴史上の軋轢（上記：「歴史」を参照）から、年配のフランス系住民の間では現在に至るまで英国および英語を母国語とする住民に対する反感が根強い。若い世代は英語文化の浸透、また就職に有利なことから英仏バイリンガルであることが多く、母語であるフランス語の喪失が危惧されている。
現在のアカディは「国土なき国家」と呼ばれることもある。国歌は「アヴェ・マリス・ステラ（Ave Maris Stella）」（「めでたし、海の星」）。国旗はフランスの三色旗の青地に金の星（被昇天の聖母の象徴、「海の星」）をあしらったもの。1884年制定。アカディ人が全人口の3割弱を占めるニューブランズウィック州では、州立の公共機関には必ず国旗、州旗に並んでアカディの国旗を掲揚する決まりがある。
ニューブランズウィック州北東部のアカディ半島には、18世紀から20世紀までのアカディ人の生活を再現した歴史村型テーマパーク「ル・ヴィラージュ・イストリーク・アカディアン（英: Village historique acadien）」がある。家屋、家具・調度のほとんどが実際にアカディ人が居住または使用したものであり、資料的価値が高い。しばしば年中行事の再現を行っており、アカディの伝統料理も味わえる。夏期のみ開園。

## 祝祭日
| 日付    | 日本語表記   | 現地語表記                                             | 備考                 |
| ------- | ------------ | ------------------------------------------------------ | -------------------- |
| 8月15日 | アカディの日 | - Acadian Day （英語） - Fête Acadienne （フランス語） | 聖母被昇天祭と同じ日 |

アカディ人の多い地域では、アカディを象徴する三色（赤白青）と金の星を身につけ、鳴りものを手にしてパレードする祭り「タンタマール（英: Tintamarre）」が催される。